# Прапор Ле Бон Вілера
Прапор Ле Бон Вілера був встановлений рішенням ради від невідомої дати як прапор муніципалітету Ле Бон Вілер в провінції Ено. Прапор можна описати так:
Три смуги однакової висоти червоно-біло-червоного кольору, з п'ятьма червоними п'ятикутними зірками на білій смузі.
Прапор відповідає дизайну прапора Ради геральдики та вексилології (фр. Conseil d'héraldique et de vexillologie). Прапор повністю заснований на муніципальному гербі і тому виглядає абсолютно однаково. П'ять зірок представляють п'ять колишніх муніципалітетів, які були об'єднані в Ле Бон Вілер.

Герб Ле Бон Вілера